# Port lotniczy Tan Tan
Port lotniczy Tan Tan – port lotniczy położony w pobliżu Tantanu, w południowo-zachodnim Maroku.

## Linie lotnicze i połączenia
| Linia Lotnicza          | Kierunek      |
| ----------------------- | ------------- |
| Royal Air Maroc Express | 1. Casablanca |